# 리의 정리
수학, 특히 리 대수론에서 리의 정리는 표수 0인 대수적으로 닫힌 체에 대해  {\displaystyle \pi :{\mathfrak {g}}\to {\mathfrak {gl}}(V)}가 가해 리 대수의 유한차원 표현이면, {\displaystyle \operatorname {codim} V_{i}=i}인 {\displaystyle \pi ({\mathfrak {g}})}의 불변 부분공간의 기 {\displaystyle V=V_{0}\supset V_{1}\supset \cdots \supset V_{n}=0}가 존재, 즉 {\displaystyle X\in {\mathfrak {g}}}과 {\displaystyle i} 각각에 대해 {\displaystyle \pi (X)(V_{i})\subseteq V_{i}}라는 정리이다.
달리 말하면, 이 정리는 {\displaystyle \pi ({\mathfrak {g}})}안의 모든 선형 변환들이 상 삼각행렬로 표현되는 {\displaystyle V}의 기저가 있다는 정리이다. 이는 가환 행렬쌍이 동시에 상 삼각화 가능하다는 프로베니우스의 결과를 일반화한 것이다. 이는 가환 행렬쌍이 fortiori solvable인 아벨 리 대수를 생성하기 때문이다.
리의 정리의 결과는 표수 0의 체에 대한 모든 유한 차원 가해 리 대수는 멱영 유도 대수를 갖는다는 것이다. 또한 유한차원 벡터 공간 V 의 각 기에는 보렐 부분대수 (기를 안정화하는 선형 변환으로 구성됨)가 대응된다. 따라서 정리는 {\displaystyle \pi ({\mathfrak {g}})}가 {\displaystyle {\mathfrak {gl}}(V)}의 어떤 보렐 부분대수에 포함되어 있다고 한다.

## 반례
대수적으로 닫힌 표수 {\displaystyle p>0}인 체의 경우 표현의 차원이 p 보다 작은 경우 리의 정리가 유지되지만(아래 증명 참조) 차원이 p인 표현에서는 거짓일 수 있다. 예를 들어, 고유 벡터가 없는 p 차원 벡터 공간 {\displaystyle k[x]/(x^{p})}에 작용하는 {\displaystyle 1,x,d/dx}로 생성된 3차원 멱영 리 대수에서는 리의 정리가 성립하지 않는다. 이 3차원 리 대수의 반직접 곱을 p 차원 표현(아벨 리 대수로 여김)으로 취하면 유도 대수가 멱영이 아닌 가해 리 대수를 얻을 수 있다.

## 증명
증명은 {\displaystyle {\mathfrak {g}}}의 차원에 대한 귀납법으로 한다. 그리고 여러 단계로 구성된다. (참고: 증명의 구조는 엥겔의 정리와 아주 비슷하다.) 기본 예시는 자명하며, {\displaystyle {\mathfrak {g}}}차원을 양수라고 가정한다.  또한 V는 0이 아니라고 가정한다. 단순화를 위해 {\displaystyle X\cdot v=\pi (X)(v)}로 쓴다.
1단계 : 정리가 다음 진술과 동일한지 확인한다.
- V에는 {\displaystyle \pi ({\mathfrak {g}})}안의 각 선형 변환에 대한 고유 벡터가 되는 벡터가 있다.

실제로, 정리는 특히 {\displaystyle V_{n-1}}를 생성하는 0이 아닌 벡터는 {\displaystyle \pi ({\mathfrak {g}})} 안의 모든 선형 변환들에 대한 공통된 고유 벡터이다. 반대로, v가 공통된 고유벡터라면 그 생성공간을 {\displaystyle V_{n-1}}잡으면 {\displaystyle \pi ({\mathfrak {g}})}는 몫공간 {\displaystyle V/V_{n-1}}에서 공통 고유벡터 가진다; 이 주장을 반복한다.
2단계 :  여차원 1인 {\displaystyle {\mathfrak {g}}} 안의 이데알 {\displaystyle {\mathfrak {h}}}를 찾는다.

{\displaystyle D{\mathfrak {g}}=[{\mathfrak {g}},{\mathfrak {g}}]}를 그 유도 대수라 하자. {\displaystyle {\mathfrak {g}}}가 가해이고 양의 차원을 가지며, {\displaystyle D{\mathfrak {g}}\neq {\mathfrak {g}}}이라서 몫 {\displaystyle {\mathfrak {g}}/D{\mathfrak {g}}}은 0이 아닌 아벨 리 대수인데, 이는 확실히 여차원 1인 이데알을 포함하고, 이데알 대응성에 의해 {\displaystyle {\mathfrak {g}}} 안에 있는 여차원 1인 이데알에 대응한다.
3단계 : {\displaystyle {\mathfrak {h}}^{*}} 안에
{\displaystyle V_{\lambda }=\{v\in V|X\cdot v=\lambda (X)v,X\in {\mathfrak {h}}\}}
0이 아닌 어떤 선형 범함수 {\displaystyle \lambda }가 존재한다. 이는 귀납적 가설(고유값이 선형 범함수를 결정하는지 확인하는 것은 쉽다)에서 따른다.
4단계 : {\displaystyle V_{\lambda }}는 {\displaystyle {\mathfrak {g}}}-불변 부분공간이다. (이 단계는 일반적인 사실을 증명하며 가해성을 포함하지 않는다.)
{\displaystyle Y\in {\mathfrak {g}}}, {\displaystyle v\in V_{\lambda }}라 하자. 그러면 {\displaystyle Y\cdot v\in V_{\lambda }}를 증명해야 한다. {\displaystyle v=0}인 경우는 자명하므로, {\displaystyle v\neq 0}를 가정한다. 그리고 재귀적으로 {\displaystyle v_{0}=v,\,v_{i+1}=Y\cdot v_{i}}로 놓는다. {\displaystyle U=\operatorname {span} \{v_{i}|i\geq 0\}}와 {\displaystyle \ell \in \mathbb {N} _{0}}가  {\displaystyle v_{0},\ldots ,v_{\ell }}가 선형독립인 조건 하에 최대집합이라 하자. 그러면 이 원소들이 U를 생성하고 {\displaystyle \alpha =(v_{0},\ldots ,v_{\ell })}가 U의 기저라는 것을 증명할 것이다. 실제로, 귀류법으로 증명하기 위해, 그것이 사실이 아니라고 가정하고 {\displaystyle m\in \mathbb {N} _{0}}가 {\displaystyle v_{m}\notin \langle v_{0},\ldots ,v_{\ell }\rangle }인 최소값이라 하자. 그러면 분명히 {\displaystyle m\geq \ell +1}이다. {\displaystyle v_{0},\ldots ,v_{\ell +1}}들은 선형 종속이며, {\displaystyle v_{\ell +1}}는 {\displaystyle v_{0},\ldots ,v_{\ell }}의 선형 결합이다. 사상 {\displaystyle Y^{m-\ell -1}}를 적용하면 {\displaystyle v_{m}}가 {\displaystyle v_{m-\ell -1},\ldots ,v_{m-1}}의 선형 결합임을 알 수 있다. m의 최소성으로 인해 이들 벡터 각각은 {\displaystyle v_{0},\ldots ,v_{\ell }}의 선형 결합이다. 따라서 {\displaystyle v_{m}}도 그렇다. 이는 모순이다. 이제, 귀납법을 통해 모든 {\displaystyle n\in \mathbb {N} _{0}}, {\displaystyle X\in {\mathfrak {h}}}에 대해 {\displaystyle a_{n,n,X}=\lambda (X)}이고
{\displaystyle X\cdot v_{n}=\sum _{i=0}^{n}a_{i,n,X}v_{i}.}
인 기본 체의 원소들 {\displaystyle a_{0,n,X},\ldots ,a_{n,n,X}}이 존재한다는 것을 증명한다. {\displaystyle n=0}인 경우는 {\displaystyle X\cdot v_{0}=\lambda (X)v_{0}}이므로 간단하다. 이제 어떤 {\displaystyle n\in \mathbb {N} _{0}}과 {\displaystyle {\mathfrak {h}}}의 모든 원소에 대해 명제를 증명했다고 가정하자.  그리고 {\displaystyle X\in {\mathfrak {h}}}라 하자. {\displaystyle {\mathfrak {h}}}가 이데알이므로, {\displaystyle [X,Y]\in {\mathfrak {h}}}이다. 따라서
{\displaystyle X\cdot v_{n+1}=Y\cdot (X\cdot v_{n})+[X,Y]\cdot v_{n}=Y\cdot \sum _{i=0}^{n}a_{i,n,X}v_{i}+\sum _{i=0}^{n}a_{i,n,[X,Y]}v_{i}=a_{0,n,[X,Y]}v_{0}+\sum _{i=1}^{n}(a_{i-1,n,X}+a_{i,n,[X,Y]})v_{i}+\lambda (X)v_{n+1},}
이며, 귀납 단계가 이어진다. 이는 모든 {\displaystyle X\in {\mathfrak {h}}}애 대해 부분공간 U는 X의 불변 부분공간이고 제한 사상 {\displaystyle \pi (X)|_{U}}의 행렬은 기저{\displaystyle \alpha }에 대해 대각선 성분이 {\displaystyle \lambda (X)}과 같은 상 삼각형 행렬이다. 따라서 {\displaystyle \operatorname {tr} (\pi (X)|_{U})=\dim(U)\lambda (X)}. 이것을 X 대신에 {\displaystyle [X,Y]\in {\mathfrak {h}}}와 적용하면   {\displaystyle \operatorname {tr} (\pi ([X,Y])|_{U})=\dim(U)\lambda ([X,Y])}이다. 반면에 U는 분명히 Y의 불변 부분공간이기도 하다.
{\displaystyle \operatorname {tr} (\pi ([X,Y])|_{U})=\operatorname {tr} ([\pi (X),\pi (Y)]|_{U}])=\operatorname {tr} ([\pi (X)|_{U},\pi (Y)|_{U}])=0}
교환자에는 대각합이 0이므로 {\displaystyle \dim(U)\lambda ([X,Y])=0}이다. {\displaystyle \dim(U)>0} 눈 (베이스 체의 표수에 대한 가정으로 인해) 가역적이므로, {\displaystyle \lambda ([X,Y])=0}이고
{\displaystyle X\cdot (Y\cdot v)=Y\cdot (X\cdot v)+[X,Y]\cdot v=Y\cdot (\lambda (X)v)+\lambda ([X,Y])v=\lambda (X)(Y\cdot v),}
이며, 따라서 {\displaystyle Y\cdot v\in V_{\lambda }}.
5단계 : 공통된 고유벡터를 찾아 증명을 마무리한다.
{\displaystyle {\mathfrak {g}}={\mathfrak {h}}+L}라 하자. 여기서 L은 1차원 부분 벡터공간이다. 기본 체가 대수적으로 닫혀 있으므로 {\displaystyle V_{\lambda }}안에서 L 의 0이 아닌 어떤(따라서 모든) 원소에 대해 고유 벡터가 존재한다. 그 벡터는 또한 {\displaystyle {\mathfrak {h}}}의 각 원소에 대한 고유 벡터이기 때문에, 증명이 완료되었다. {\displaystyle \square }

## 결과
정리는 특히 표수 0의 대수적으로 닫힌 체에 대한 (유한차원) 가해 리 대수 {\displaystyle {\mathfrak {g}}}의 딸림 표현 {\displaystyle \operatorname {ad} :{\mathfrak {g}}\to {\mathfrak {gl}}({\mathfrak {g}})}에 적용된다. 따라서 {\displaystyle \operatorname {ad} ({\mathfrak {g}})}이 상 삼각 행렬로 구성되도록 {\displaystyle {\mathfrak {g}}}의 기저를 선택할 수 있다. 각각의 {\displaystyle x,y\in {\mathfrak {g}}}에 대해, {\displaystyle \operatorname {ad} ([x,y])=[\operatorname {ad} (x),\operatorname {ad} (y)]}는 0으로 구성된 대각선이 있다. 즉, {\displaystyle \operatorname {ad} ([x,y])}은 순상삼각 행렬이다. 이는 {\displaystyle [{\mathfrak {g}},{\mathfrak {g}}]}가 멱영 리 대수임을 의미한다. 더욱이, 기본 체가 대수적으로 닫혀 있지 않으면 리 대수의 가해성과 멱영성은 기본 체를 대수적 폐포로 확장해도 영향을 받지 않는다. 따라서 다음 진술을 결론짓는다:
표수 0의 체에 대한 유한차원 리 대수 {\displaystyle {\mathfrak {g}}}가 가해임과 유도 대수 {\displaystyle D{\mathfrak {g}}=[{\mathfrak {g}},{\mathfrak {g}}]}가 다음과 멱영임은 동치이다.
리의 정리는 또한 카르탕의 가해성 판별법에서 한 가지 방향을 설정한다.
V가 표수 0인 체에 대한 유한 차원 벡터 공간이고 {\displaystyle {\mathfrak {g}}\subseteq {\mathfrak {gl}}(V)}는 리 부분 대수이면 {\displaystyle {\mathfrak {g}}}가 가해임과 모든 {\displaystyle X\in {\mathfrak {g}}}, {\displaystyle Y\in [{\mathfrak {g}},{\mathfrak {g}}]}에 대해 {\displaystyle \operatorname {tr} (XY)=0}임이 동치이다.
실제로 위와 같이 기본 체를 확대한 후에는  {\displaystyle \Rightarrow }는 쉽게 보일 수 있다. (역은 증명하기가 더 어렵다.)
리의 정리(다양한 V 에 대한)는 다음 진술과 동일하다:
대수적으로 닫힌 표수 0 체 위에서 가해 리 대수 {\displaystyle {\mathfrak {g}}}에 대해 각각의 유한차원 단순 {\displaystyle {\mathfrak {g}}}-가군(즉, 표현으로서 기약)은 1차원이다.
실제로 리의 정리는 이 진술을 분명히 암시한다. 반대로, 그 진술이 사실이라고 가정하자. 주어진 유한차원 {\displaystyle {\mathfrak {g}}}-가군 V에 대해, {\displaystyle V_{1}}가 극대 {\displaystyle {\mathfrak {g}}}-부분 가군이라 하자(차원의 유한성에 의해 존재함). 그런 다음 극대성으로 인해, {\displaystyle V/V_{1}}는 단순하다; 따라서 1차원이다. 이제 귀납법으로 증명이 완료된다.
이 진술은 특히 아벨 리 대수에 대한 유한차원 단순 가군이 1차원이라고 말한다. 이 사실은 모든 기본 체에서 사실로 유지된다. 이 경우 모든 부분 벡터 공간은 리 부분대수이기 때문이다.
여기 또 다른 유용한 적용이 있다:
{\displaystyle {\mathfrak {g}}}가 표수 0인 대수적으로 닫힌 체에 대한 유한차원 리 대수이고 그 근기를 {\displaystyle \operatorname {rad} ({\mathfrak {g}})}라 하자. 그러면 각각의 유한차원 단순 표현 {\displaystyle \pi :{\mathfrak {g}}\to {\mathfrak {gl}}(V)}는 {\displaystyle {\mathfrak {g}}/\operatorname {rad} ({\mathfrak {g}})}의 단순 표현과  {\displaystyle {\mathfrak {g}}}의 1차원 표현의 텐서 곱이다.(즉, 리 괄호에서 선형 범함수는 사라지는 것이다).
리의 정리에 의해 {\displaystyle \operatorname {rad} ({\mathfrak {g}})}의 가중치 공간 {\displaystyle V_{\lambda }}가 존재하도록 {\displaystyle \operatorname {rad} ({\mathfrak {g}})}의 선형 범함수 {\displaystyle \lambda }를 찾을 수 있다. 리의 정리 증명의 4단계에 의해, {\displaystyle V_{\lambda }}는 또한 {\displaystyle {\mathfrak {g}}} -가군이다; 그래서 {\displaystyle V=V_{\lambda }}. 특히, 각 {\displaystyle X\in \operatorname {rad} ({\mathfrak {g}})}에 대해, {\displaystyle \operatorname {tr} (\pi (X))=\dim(V)\lambda (X)}. {\displaystyle \lambda }를 {\displaystyle [{\mathfrak {g}},{\mathfrak {g}}]}에서 영인 {\displaystyle {\mathfrak {g}}} 위의 선형 범함수로 확장하면, {\displaystyle \lambda }는 {\displaystyle {\mathfrak {g}}}의 1차원 표현이다. 이제,{\displaystyle (\pi ,V)\simeq (\pi ,V)\otimes (-\lambda )\otimes \lambda }. {\displaystyle \pi }는 {\displaystyle \operatorname {rad} ({\mathfrak {g}})} 위의 {\displaystyle \lambda }와 일치하므로, {\displaystyle V\otimes (-\lambda )}는 {\displaystyle \operatorname {rad} ({\mathfrak {g}})} 위에서 자명하다. 따라서 {\displaystyle {\mathfrak {g}}/\operatorname {rad} ({\mathfrak {g}})}의 (단순한) 표현의 제한이다.{\displaystyle \square }

## 같이 보기
- 멱영 리 대수에 관한 엥겔의 정리 .
- (연결된) 가해 선형 대수군에 관한 리-콜친 정리.

## 참고 문헌
- Fulton, William; Harris, Joe (1991). Representation theory. A first course. Graduate Texts in Mathematics, Readings in Mathematics. Vol. 129. New York: Springer-Verlag. doi:10.1007/978-1-4612-0979-9. ISBN 978-0-387-97495-8. MR 1153249. OCLC 246650103.
- Humphreys, James E. (1972), 《Introduction to Lie Algebras and Representation Theory》, Berlin, New York: Springer-Verlag, ISBN 978-0-387-90053-7.
- Jacobson, Nathan (1979), 《Lie algebras》 Republication ofe 1962 original판, New York: Dover Publications, Inc., ISBN 0-486-63832-4, MR 0559927
- Serre, Jean-Pierre (2001), 《Complex Semisimple Lie Algebras》, Berlin: Springer, doi:10.1007/978-3-642-56884-8, ISBN 3-5406-7827-1, MR 1808366